# Radikal 97
Radikal 97 mit der Bedeutung „Melone, Kürbis“ ist eines von 23 der 214 traditionellen Radikale der chinesischen Schrift, die mit fünf Strichen geschrieben werden.
Mit 8 Zeichenverbindungen in Mathews’ Chinese-English Dictionary gibt es sehr wenige Schriftzeichen, die unter diesem Radikal im Lexikon zu finden sind.
Das Radikal nimmt nur in der Langzeichen-Liste traditioneller Radikale, die aus 214 Radikalen besteht, die 197. Position ein. In modernen Kurzzeichen-Wörterbüchern kann es sich an ganz anderer Stelle finden. Im Neuen chinesisch-deutschen Wörterbuch aus der Volksrepublik China steht es zum Beispiel an 151. Stelle.
Als Einzelzeichen ist Radikal 97 sehr ähnlich dem Radikal 87 und Einzelzeichen 爪 (= Klaue). Die Siegelschrift-Form zeigt eine melonenartige Pflanze.
Dem Radikal 瓜 sind nur wenige Schriftzeichen zugeordnet. Als Lautträger fungiert er zum Beispiel in:
呱 (= klack) und
孤 (= Waise).
Als Sinnträger stellt 瓜 Zeichen in den Kontext Melonen und Obst: 
瓞 (= kleine Melone),
瓠 (= Flaschenkürbis),
瓢 (= Schöpflöffel aus einer Kürbisschale) und
瓣 (= Blumenblatt).

## Schriftzeichenverbindungen, die vom Radikal 97 regiert werden
| Striche | Zeichen |
| ------- | ------- |
| +0      | 瓜      |
| +03     | 瓝      |
| +05     | 瓞 瓟   |
| +06     | 瓠      |
| +08     | 瓡      |
| +11     | 瓢      |
| +14     | 瓣      |
| +17     | 瓤      |
| +19     | 瓥      |

 Im Unicodeblock Kangxi-Radikale ist das Radikal 97 unter der Codepointnummer 12.128 (U+2F60) codiert.